# Reuzen Pier en Wanne

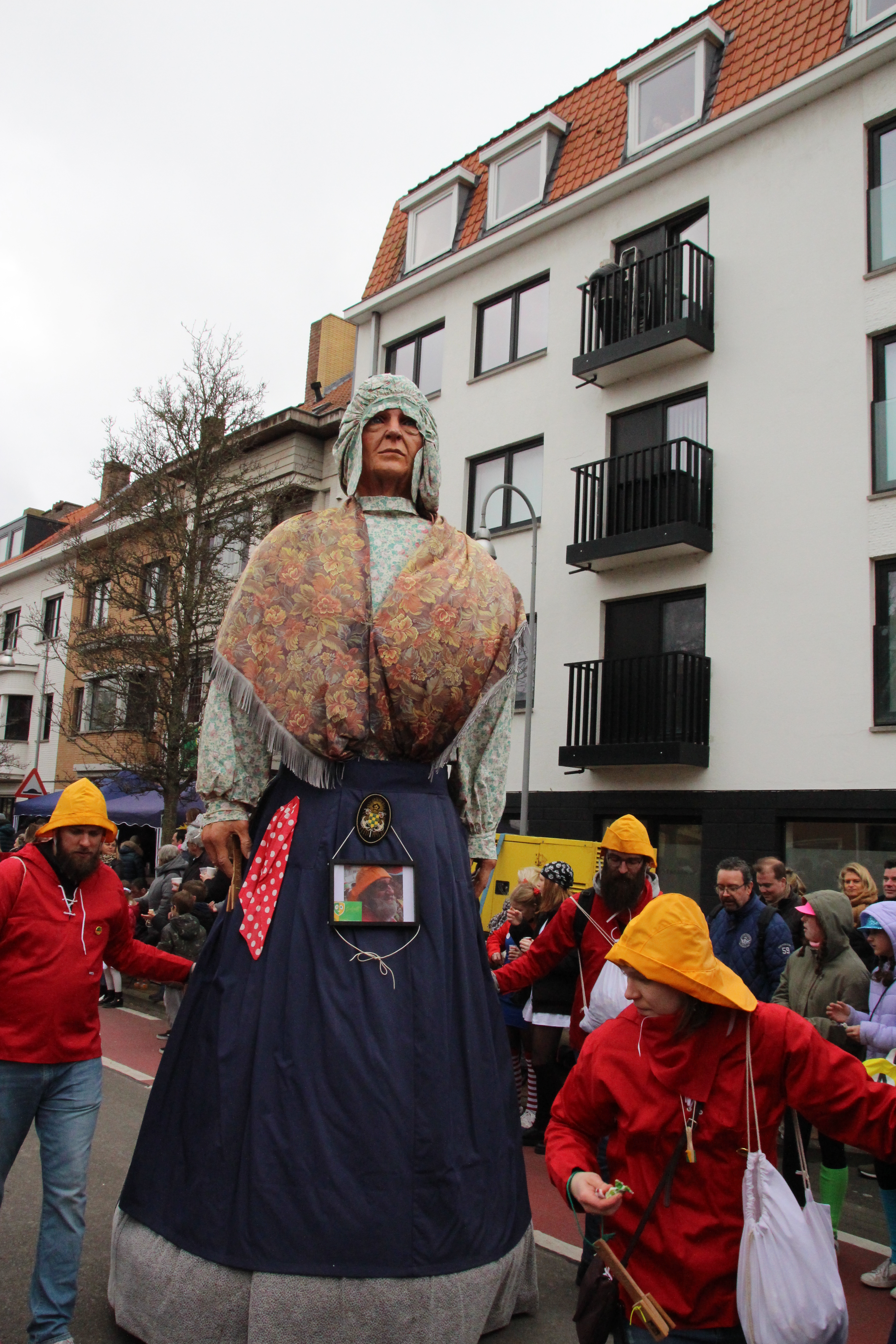
Reus Wanne carnaval Heist 2023

De reuzen Pier en Wanne zijn de  stadsreuzen van Heist.

## Geschiedenis
In 1939 kreeg de Heistse folkloregroep Klakkertjes gezelschap van de vijf meter grote reus Pier. Een paar maanden later maakte zijn echtgenote vissersvrouw Wanne haar debuut. De namen waren zeer gebruikelijk in die tijd in het vissersmilieu, Johanna en Petrus of Pieter, in de volksmond Wanne en Pier. Pier kreeg dezelfde kledij als de mannelijke leden van de folkloregroep, een baardige kop,een zuidwester en verder een rode schabbe en een blauwe rok (een broek was te moeilijk).
De reuzen werden in 2015 gerestaureerd, maar omwille van hun ouderdom mochten ze niet meer buiten. Ze worden tentoongesteld in de nieuwe vleugel van het Sincfala museum.
In 2016 werd er beslist de twee reuzen te vervangen en op donderdag 12 juli 2018 werden ze feestelijk ingehuldigd. De imposante gerestaureerde reuzen pronken permanent in de grote vitrine van het Museum Sincfala in de Pannenstraat. Het gaat om de originele structuren van 4,75 meter hoog die in 2017 getooid werden met nieuwe kledij, gecreëerd door naaisters van Volkskunstgroep De Sloepe, heemkring Heyst Leeft en carnavalvereniging De Smoeltrekkers. De Heistenaren hadden twee jaar eerder tijdens Oosthoekkermis mogen stemmen hoe de gezichten van die nieuwe reuzen er moesten uitzien. Als hoofd van Wanne werd Lea Bailyu-Boereboom gekozen. Voor Pier werd het hoofd van visser Leopold Vlietinck, alias Roape, gekozen.
Pier en Wanne hebben ook een eigen Facebook profiel.
1. ↑  Facebook profiel Pier en Wanne.